# Reichsstraße 123

Die Reichsstraße 123 (R 123) war bis 1945 eine Staatsstraße des Deutschen Reichs. Sie zweigte von der Reichsstraße 1 (R 1) Aachen–Berlin–Königsberg (Preußen)–Eydtkau bei Ruschendorf ab und führte über 41 Kilometer in die Stadt Schneidemühl (heute polnisch Piła), wo sie auf die Reichsstraße 104 (R 104) Lübeck–Stettin–Schneidemühl–Kolmar in Posen (Chodzież) stieß.
Zwischen 1939 und 1945 erhielt die R 123 über Schneidemühl eine Verlängerung mit mehr als 300 Kilometern bis nach Pułtusk (1941–1945: Ostenburg) nördlich von Warschau.
1945 betrug die Gesamtlänge der Straße 366 Kilometer.
Auf der Strecke der ehemaligen R 123 verlaufen heute unterschiedliche polnische Landes- bzw. Woiwodschaftsstraßen: Die Droga wojewódzka 179 (DW 179) und die Droga krajowa 10 (DK 10) und Droga krajowa 80 (DK 80) sowie zwei weitere Straßen, denen vor geraumer Zeit der Status einer Woiwodschaftsstraße (DW 619 und DW 620) aberkannt worden zu sein scheint. Die alte Streckenführung der R 123 verbindet heute die Woiwodschaften Westpommern, Großpolen, Kujawien-Pommern und Masowien.

## Straßenverlauf der R123

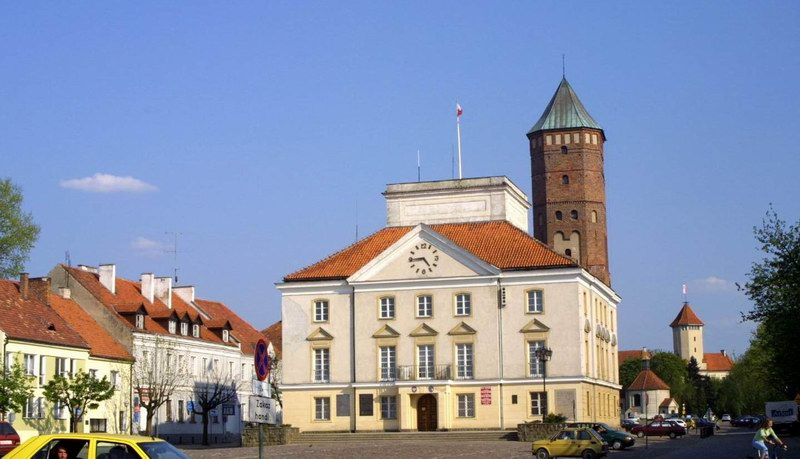
Das Rathaus in Pułtusk (Ostenburg)

(Heutige Droga wojewódzka 179):
Provinz Pommern (heute: Woiwodschaft Westpommern):
Landkreis Deutsch Krone (heutiger Powiat Wałecki):
- Ruschendorf (Rusinowo) (Anschluss R 1)
- Arnsfelde (Gostomia)

(heute: Woiwodschaft Großpolen):
(heutiger Powiat Pilski (Kreis Schneidemühl)):
- Groß Wittenberg (Szydłowo)

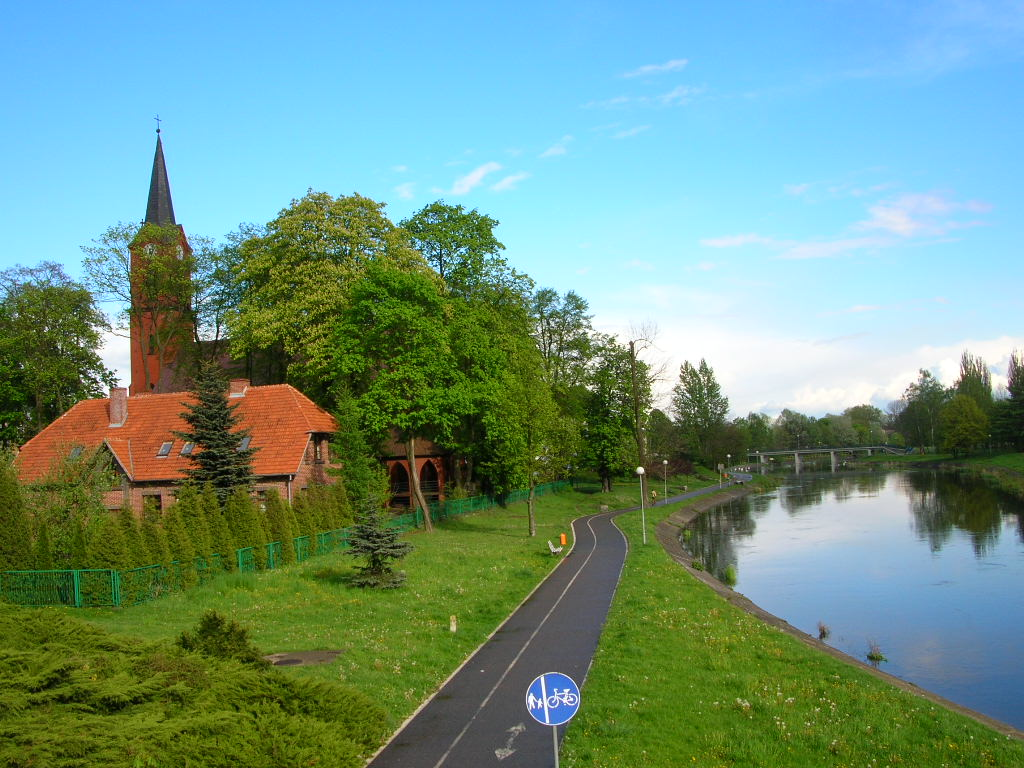
Uferpromenade an der Küddow (Gwda) in Schneidemühl (Piła)

- Schneidemühl (Piła) (Anschluss R 104 und R 116)

~ Küddow (Gwda) ~
 (heutige Droga krajowa 10):
o 1920–1939: Deutsch-polnische Staatsgrenze (Zollamt Plottke) o
Provinz Posen:
Landkreis Wirsitz:
- Grabau (Grabówo)
- Wirsitz (Wyrzysk)

~ Löbsonka (Łobżonka) ~
(heute Woiwodschaft Kujawien-Pommern:)
(heutiger Powiat Nakielski (Kreis Nakel)):
- Sadke (Sadki)
- Nakel (Nakło nad Notecią)

Landkreis Bromberg (heutiger Powiat Bydgoski):
- Kruschdorf (Kruszyn)
- Pawlowke (Pawłówek)

 (heutige Droga krajowa 80):

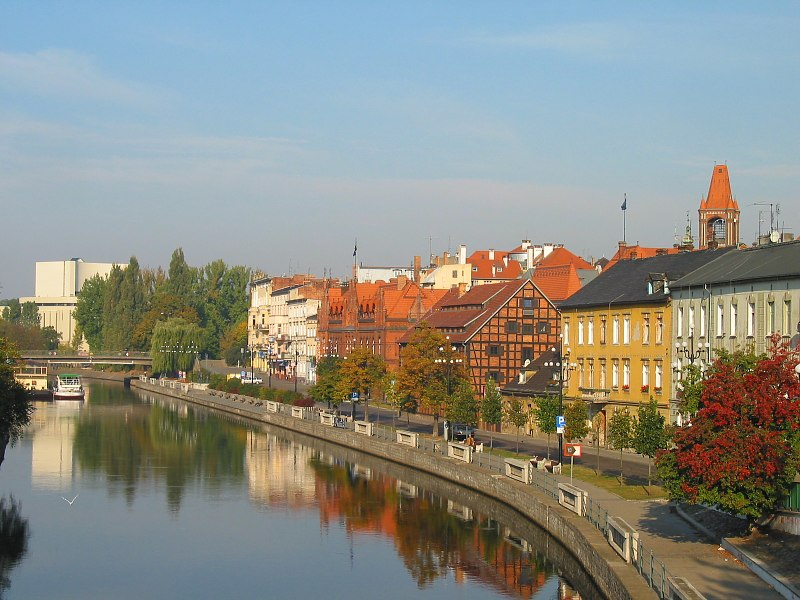
Blick über die Brahe (Brda) auf Bromberg (Bydgoszcz)

- Bromberg (Bydgoszcz) (Anschluss R 380)

~ Brahe (Brda) ~
~ Weichsel (Wisła) ~
 (heutige Droga krajowa 10):
Provinz Westpreußen:

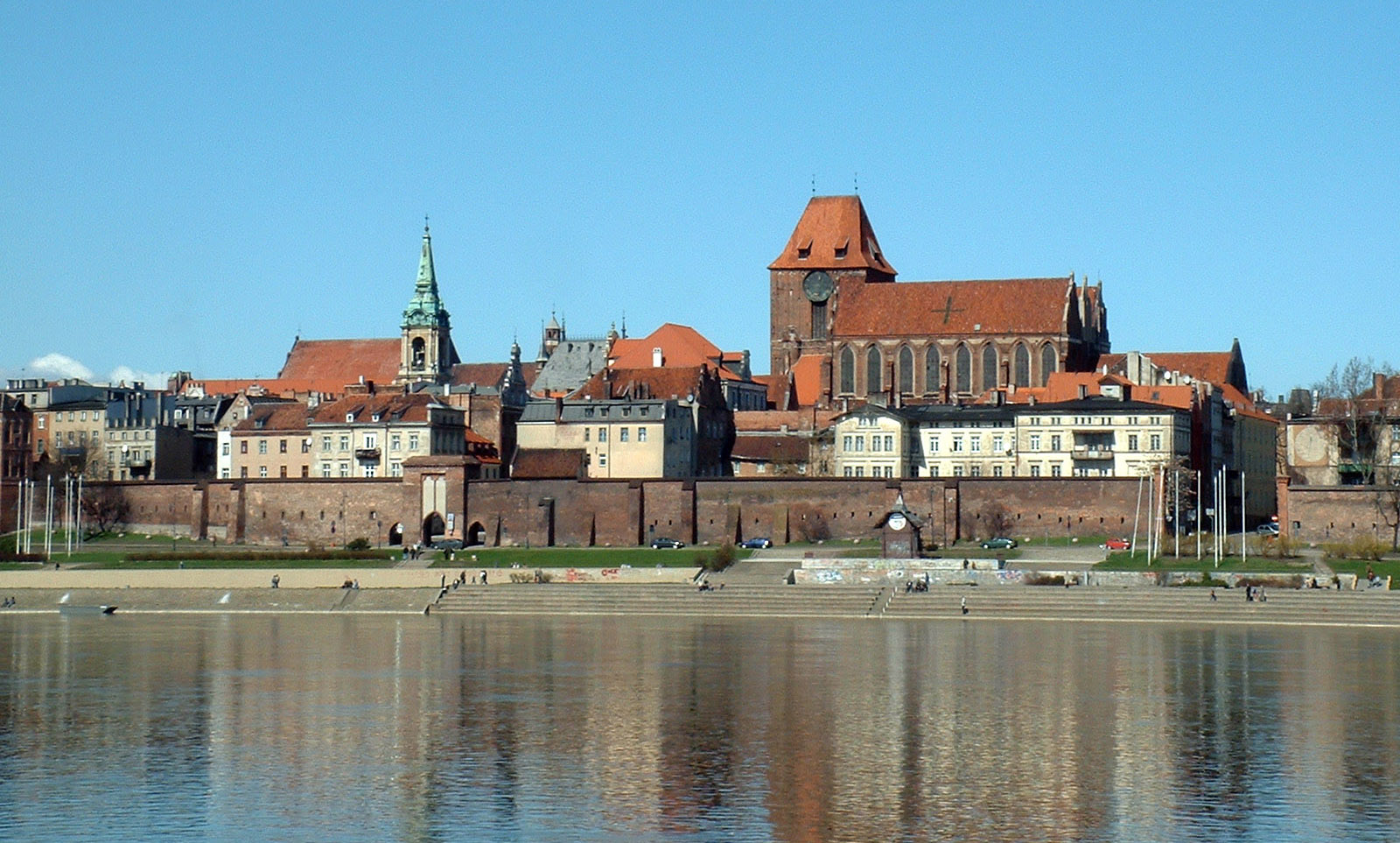
Blick auf die Altstadt von Thorn (Toruń)

- Thorn (Toruń) (Anschluss Reichsstraßen R 129 und R 382)

Landkreis Thorn (heute Powiat Toruński):
- Leibitsch (Lubicz)

~ Drewenz (Drwęca) ~
o bis 1920: Deutsch-polnische Staatsgrenze o
(Landkreis Leipe (Westpr.):)
- Dobrzejewice (1939–1945 Godenfeld)
- Czernikowo (1942–1945: Schwarzendorf)
- Steklin

(heutiger Powiat Lipnowski (Kreis Leipe)):
- Kikół (1942–1945: Kickelsee)
- Lipno (1941–1945: Leipe (Westpr.)) (Anschluss R 78 und R 384)
- Skępe (1942–1945: Schemmensee)

(heute Woiwodschaft Masowien):
(heutiger Powiat Sierpecki (Kreis Sierpc)):
- Blinno

- Sierpc (1941–1945: Sichelberg)
- Jeżewo

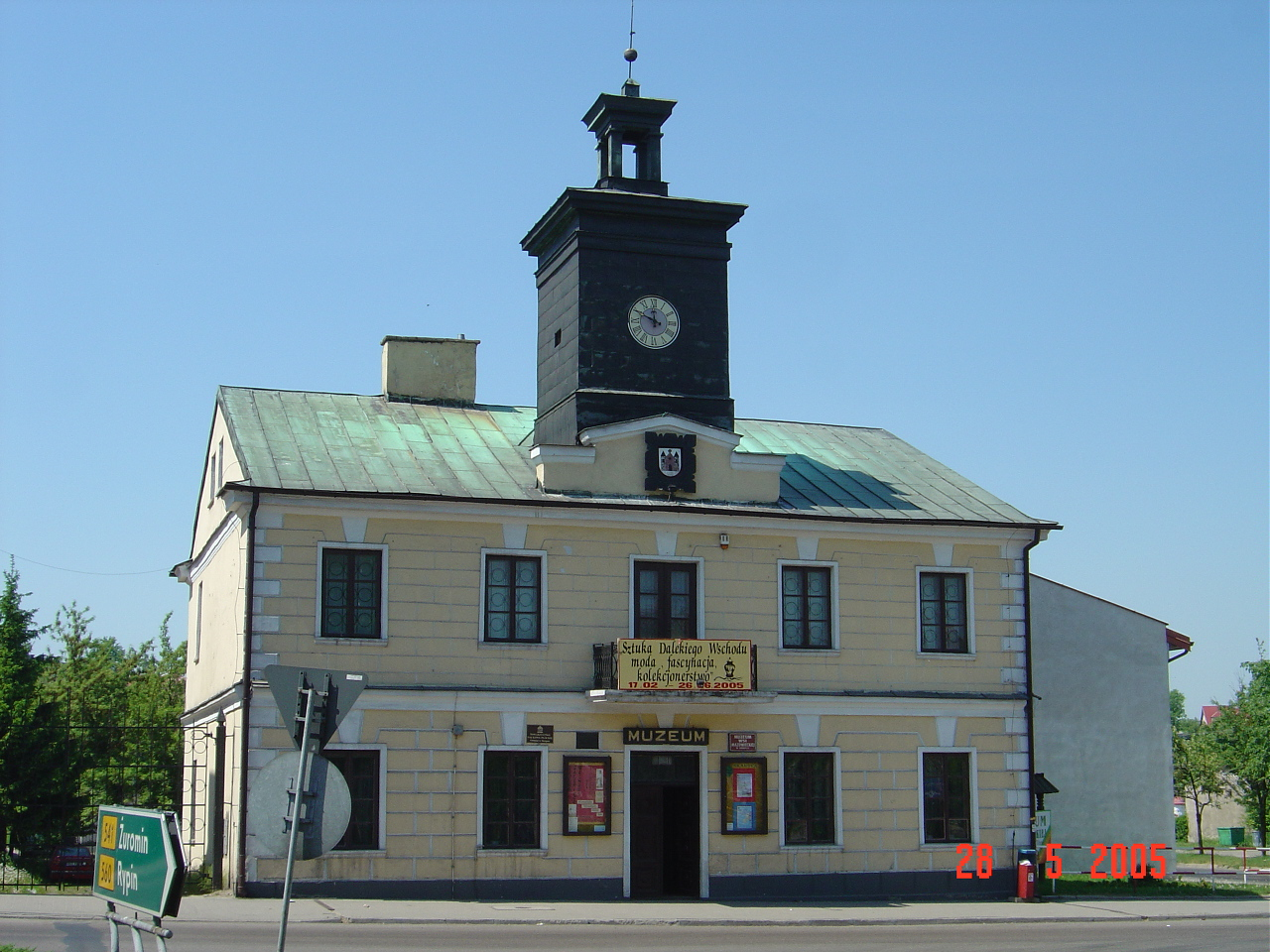
Das Rathaus in Sierpc (Sichelberg)

(heutiger Powiat Płocki (Kreis Płock)):
- Drobin
- Góra (1943–1945: Bergstein) (Anschluss R 385)

(heutiger Powiat Płoński):
- Dzierzążnia
- Płońsk (1941–1945: Plöhnen) (Anschluss R 128)

() (lange Zeit Droga wojewódzka 619):
~ Wkra ~
- Nowe Miasto

() (lange Zeit Droga wojewódzka 620):
(heutiger Powiat Pułtuski):
- Strzegocin
- Przewodowo-Majorat
- Pułtusk (1941–1945 Ostenburg)